# Kotna stopinja
Kótna stopínja (oznaka °) enota za merjenje kotov; polni kot meri 360°, pravi kot pa 90°,iztegnjeni kot 180°,ostri kot od 0° do 90°.